# Maguda suffusa
Maguda suffusa är en fjärilsart som beskrevs av Walker 1863. Maguda suffusa ingår i släktet Maguda och familjen nattflyn. Inga underarter finns listade i Catalogue of Life.